# اندیس سر گدار
سر گدار یک اندیس فلزی است که در حوالی شهر ده سلم استان خراسان قرار دارد و مادهٔ معدنی موجود در آن، مس است.  